# متتالية تجزيئية
في الرياضيات، متتالية تجزيئية (بالإنجليزية Aliquot sequence) هي متتالية معرفة بعلاقة استدعاء ذاتي حيث يساوي كل حد مجموع القواسم النظيفة للحد الذي سبقه.
هناك عدة حالات حيث المتتاليات المجزئة لا تنتهي:
- الأعداد المثالية, لها متتاليات مجزئة دورية ودورتها تساوي الواحد. على سبيل المثال، المتتالية المجزئة للعدد 6 هي 6، 6، 6، ...
- الأعداد الصديقة, المتتالية المجزئة التي تنطلق من عدد ما صديق لعدد آخر (220 على سبيل المثال)، هي متتالية تتكرر ودورة تكرارها تساوي الاثنين. على سبيل المثال، المتتالية المجزئة ل 220 هي 284, 220, 284, 220, وهكذا إلي ما لانهاية له.
- الأعداد الأنيسة, لها متتاليات مجزئة دورية دوراتها أكبر من أو تساوي الثلاثة (في بعض الأحيان، يُتكلم عن الأعداد الأنيسة للكلام عن الأعداد الصديقة أيضا). على سبيل المثال، المتتالية المجزئة المنطلقة من العدد 1264460 تتكرر عند كل خمسة حدود وتعود إلى العدد الأصلي كما يلي: 1264460, 1547860, 1727636, 1305184, 1264460... وهكذا إلي ما لانهاية له.
- لبعض الأعداد متتاليات مجزئة قد تكون دورية (أي أنها غير منتهية)، بدون أن تكون هذه الأعداد مثالية أو متحابة مع عدد آخر ما، أو أن تكون أنيسة. على سبيل المثال، المتتالية المجزئة المنطلقة من العدد 95 هي 95, 25, 6, 6, 6, ...

لكاتالان حدسية مهمة تتعلق بالمتتاليات المجزئة، وتنص على أن كل متتالية مجزئة تنتهي بعدد أولي أوع عدد مثالي أو مجموعة من الأعداد المتحابة أو الأنيسة.
انظر إلى دالة دورية.